# Terminalia orbicularis
Terminalia orbicularis är en tvåhjärtbladig växtart som beskrevs av Adolf Engler och Diels. Terminalia orbicularis ingår i släktet Terminalia och familjen Combretaceae. Inga underarter finns listade i Catalogue of Life.